# Athetis excurvata
Athetis excurvata là một loài bướm đêm trong họ Noctuidae.